# 4245 Nairc
4245 Nairc este un asteroid din centura principală, descoperit pe 29 octombrie 1981.